# مايكروسوفت فلايت سيميولتر 2024
مايكروسوفت فلايت سيميولتر 2024 هي لعبة محاكاة طيران قادمة من تطوير استوديو Asobo ونشر Xbox Game Studios. كخليفة لـ Microsoft Flight Simulator (2020) ، ومن المخطط إصدارها في عام 2024 على أنظمة التشغيل Windows و Xbox Series X/S. تم الإعلان عنها في عرض Xbox Games Showcase في 11 يونيو 2023 ، وستتضمن نظام مهمات بنمط المهنة. تم تطوير اللعبة باستخدام محرك Asobo الداخلي.
.

## روابط خارجية
- الموقع الرسمي